# Loliolum
Loliolum és un gènere monotípic de plantes de la família de les poàcies. La seva única espècie: Loliolum subulatum, és originària de Turquia i el Caucas. Loliolum subulatum va ser descrita per (Banks i Sol.) Eig i publicat a Journal of Botany, British and Foreign 75: 189. 1937. És una planta anual; amb canyes de 4-15 cm d'alt, generalment erectes. Làmines foliars de 0,5-5 cm de llarg, 1-1.5 mm d'ample, minuciosament pubescents a dalt. Inflorescència de 2,5-6 cm de llarg, sovint corbada, en part inclosa en la beina de la fulla superior. Espiguetes de 3,5-6 mm de llarg, trencant en la maduresa per sota de cada floret, el floret superior estèril; gluma inferior de 3-5,5 mm de llarg, les superiors de 3,5-6 mm de llarg; lema 2,5-3 mm de llarg, amb una aresta d'1-1,5 mm de llarg, poc peluda o de tant en tant la part superior 2/3 glabres.
Sinonímia
- Agropyron subulatiforme Soó
- Agropyron subulatum (Banks i Sol.) Roem. i Schult.
- Elytrigia repens var. subulatum (Roem. & Schult.) Seberg i G.Petersen
- Festuca orientalis (Boiss.) B.Fedtsch.
- Loliolum orientale (Boiss.) Krecz. i Bobrov
- Nardurus orientalis Boiss.
- Nardurus subulatus (Banks & Sol.) Bor
- Triticum subulatum Banks & Sol.[3][4]